# 신성이엔지
신성이엔지(Shinsung E&G Co., Ltd.)는 반도체 디스플레이 클린룸, 2차 전지 드라이룸, 태양광 모듈 및 EPC 사업을 영위하는 재생 에너지(RE)사업을 하는 대한민국 기업이다 전력 저장 장치(ESS) 관련주로 시장에서 여겨지고 있다 평택 P4과 테일러 팹 공사가 예정보다 지연을 겪고 있다.

## 참고문헌
1. ↑  이지선 신성이엔지 대표, 포브스, 2023.01.23
2. ↑  이지영, KB증권 "신성이엔지, 내년 사상 최대 실적 전망",  《뉴시스》 2023.11.17
3. ↑  장경윤, 신성이엔지, 3분기 영업익 적자전환…"내년 회복 기대",  《지디넷》 2023.11.09
4. ↑  이경선, 신성이엔지 주가 벌떡...외국인은 10만주 이상 '줍줍',  《핀포인트뉴스》 2023.11.30
5. ↑  박기훈, 신성이엔지, 내년 해외 고객사 확장…사상 최대 실적 전망,  《프라임경제》 2023.11.17